# Evil Twin
Evil Twin – debiutancki album studyjny polskiego rapera Guziora. Wydawnictwo ukazało się 24 lutego 2017 roku nakładem wytwórni muzycznej QueQuality.
Album w 2018 roku uzyskał status złotej płyty. Album dotarł do pierwszego miejsca listy sprzedaży OLiS.

## Lista utworów
Opracowano na podstawie materiału źródłowego.
1. „Gambino” (gościnnie: DJ Filip)
2. „Ōmori Ōmori”
3. „Eehe”
4. „Karnawał”
5. „SSJ2 (same kłopoty)”
6. „Tajfun92”
7. „Normalnie żyjąc”
8. „Po staremu” (gościnnie: Deys)
9. „Yu-gi-oh”
10. „Jerry springer”
11. „Piniata” (gościnnie: DJ Filip)
12. „Piniata - remix”
13. „Stranger things”